# Liste von Fahrradanhängerherstellern
Hersteller von Fahrradanhängern bieten Kinderanhänger und Lastenanhänger an. Vereinzelt gibt es Spezialisierung.

## Fahrradanhängerhersteller

### Belgien
- Donkey Trailers (Lastenanhänger)

### Dänemark
- Winther (Kinder- und Lastenanhänger)

### Deutschland
- Carla Cargo (Lastenanhänger)
- Carry Freedom (Lastenanhänger)
- Convoy Products (Lastenanhänger)
- Croozer (Kinder-, Hunde- und Lastenanhänger)
- Extrawheel (Lastenanhänger)
- e2trail (Lastenanhänger bis 400 kg / optionale Hubfunktion für Palette)
- Hinterher (Lastenanhänger)
- Kindercar (Kinder- und Lastenanhänger)
- Qeridoo (Kinderanhänger)
- Robert-Trailer (tri-mobil) (Lastenanhänger)
- Roland Werk (Lastenanhänger)
- Weber Technik (Lastenanhänger)

### Frankreich
- Aevon (Lastenanhänger)
- Fleximodal (Lastenanhänger)
- Tout Terrain (Kinderanhänger)

### Niederlande
- Busybike (Lastenanhänger)
- Radical Design (Lastenanhänger)

### Norwegen
- Hamax (Kinderanhänger)

### Schweden
- Thule (Kinderanhänger) (ehemals Chariot)

### Schweiz
- Leggero (Kinderanhänger)
- Polyroly (Lastenanhänger)

### USA
- Bike At Work (Lastenanhänger)
- Bobgear (Lastenanhänger)
- Burley (Kinder- und Lastenanhänger)